# Pilocrocis dohrnialis
Pilocrocis dohrnialis is een vlinder uit de familie van de grasmotten (Crambidae). De wetenschappelijke naam van de soort is voor het eerst gepubliceerd in 1901 door Erich Martin Hering.
Deze soort komt voor in Indonesië (Sumatra).